# USL League One 2019
Navigation
Édition suivante
La USL League One 2019 est la première saison de la USL League One, le championnat professionnel de soccer d'Amérique du Nord de troisième division. Elle est composée de dix équipes (neuf des États-Unis et une du Canada).
Au terme de cette saison inaugurale, le North Texas SC, équipe réserve du FC Dallas (franchise de MLS) remporte le premier titre en s'imposant en finale contre le Triumph de Greenville. Le North Texas SC termine d'ailleurs la saison régulière en tête du classement, avec dix points d'avance sur son dauphin, l'Ignite de Lansing, et plusieurs de ses membres remportent des récompenses individuelles (meilleur joueur, buteur, passeur, jeune joueur, entraîneur).

## Contexte
Le 2 avril 2017, la United Soccer League annonce son intention de créer une nouvelle troisième nationale en 2019. Au printemps 2017, les dirigeants de la nouvelle ligue voyagent à travers le pays pour prospecter afin d'implanter les premières équipes pour la saison inaugurale en 2019. En septembre 2018, la troisième division est officiellement baptisée USL League One.
La première équipe à officiellement rejoindre la nouvelle troisième division est le Tormenta de South Georgia le 25 janvier 2018. Quelques jours plus tard, le 6 février suivant, le FC Tucson devient la seconde équipe à se joindre à la ligue. Le Triumph de Greenville, le Forward Madison FC, le Toronto FC II et les Red Wolves de Chattanooga sont les nouvelles équipes dans les mois suivants.
Le 11 septembre 2018, les Kickers de Richmond passent du USL Championship à la USL League One dès la saison 2019, imitant alors le Toronto FC II qui a procédé au même virage début juillet. Finalement, assez tardivement, en octobre 2018, les deux dernières équipes de la saison inaugurale complètent le groupe avec l'Ignite de Lansing et le North Texas SC, équipe réserve du FC Dallas, franchise de Major League Soccer.
Alors que toutes les équipes participantes à la saison 2019 sont dévoilées, la ligue annonce que le calendrier de la saison inaugurale comprendra vingt-huit rencontres pour chaque équipe. C'est néanmoins le 10 décembre 2018 que le calendrier intégral est dévoilé.

## Les dix franchises participantes

### Carte
| Chattanooga Madison Greenville Lansing North Texas Orlando Richmond Tormenta Toronto Tucson |

### Entraîneurs et stades
| Équipe                    | Ville       | Stade                          | Capacité | Entraîneur      | Franchise affiliée ou partenaire |
| ------------------------- | ----------- | ------------------------------ | -------- | --------------- | -------------------------------- |
| Red Wolves de Chattanooga | Chattanooga | David Stanton Field            | 5 000    | Tim Hankinson   |                                  |
| Forward Madison FC        | Madison     | Breese Stevens Field           | 5 000    | Daryl Shore     | Minnesota United                 |
| Triumph de Greenville     | Greenville  | Legacy Early College Field     | 4 000    | John Harkes     |                                  |
| Ignite de Lansing         | Lansing     | Jackson Field                  | 7 527    | Nate Miller     | Fire de Chicago                  |
| North Texas SC            | Frisco      | Toyota Stadium                 | 20 500   | Eric Quill      | FC Dallas                        |
| Orlando City B            | Montverde   | Montverde Academy              | 3 500    | Roberto Sibaja  | Orlando City SC                  |
| Kickers de Richmond       | Richmond    | City Stadium                   | 22 611   | David Bulow     |                                  |
| Tormenta de South Georgia | Statesboro  | Eagle Field                    | 3 500    | John Miglarese  |                                  |
| Toronto FC II             | Toronto     | Centre d'entraînement BMO      | 1 000    | Michael Rabasca | Toronto FC                       |
| FC Tucson                 | Tucson      | Kino Veterans Memorial Stadium | 3 500    | Darren Sawatzky | Rising de Phoenix                |

- Partenariat
- Équipe réserve

### Changement d'entraîneur
| Équipe         | Entraîneur sortant | Motif  | Date de départ  | Entraîneur entrant | Date d'arrivée  |
| -------------- | ------------------ | ------ | --------------- | ------------------ | --------------- |
| Orlando City B | Fernando De Argila | Renvoi | 25 juillet 2019 | Roberto Sibaja     | 25 juillet 2019 |

## Format de la compétition
Les dix équipes disputent vingt-huit rencontres, affrontant chacune des équipes à trois reprises, à l'exception d'une qui est rencontrée quatre fois.
Les quatre meilleures équipes sont qualifiées pour les séries. À chaque tour, c'est l'équipe la mieux classée en saison régulière qui accueille son adversaire.
En cas d'égalité, les critères suivants départagent les équipes :
1. Nombre de victoires
2. Différence de buts générale
3. Nombre de buts marqués
4. Points obtenus contre les quatre meilleures équipes
5. Classement du fair-play
6. Tirage à la pièce

## Saison régulière

### Classement
| Rang | Équipe                    | Pts | J  | G  | N  | P  | Bp | Bc | Diff |
| ---- | ------------------------- | --- | -- | -- | -- | -- | -- | -- | ---- |
| 1    | North Texas SC            | 56  | 28 | 17 | 5  | 6  | 53 | 31 | +22  |
| 2    | Ignite de Lansing         | 46  | 28 | 12 | 10 | 6  | 49 | 37 | +12  |
| 3    | Triumph de Greenville     | 43  | 28 | 12 | 7  | 9  | 32 | 22 | +10  |
| 4    | Forward Madison FC        | 43  | 28 | 12 | 7  | 9  | 33 | 26 | +7   |
| 5    | Red Wolves de Chattanooga | 40  | 28 | 10 | 10 | 8  | 35 | 37 | -2   |
| 6    | Tormenta de South Georgia | 37  | 28 | 9  | 10 | 9  | 32 | 34 | -2   |
| 7    | Toronto FC II             | 36  | 28 | 9  | 9  | 10 | 43 | 46 | -3   |
| 8    | FC Tucson                 | 33  | 28 | 8  | 9  | 11 | 35 | 41 | -6   |
| 9    | Kickers de Richmond       | 32  | 28 | 9  | 5  | 4  | 26 | 35 | -9   |
| 10   | Orlando City B            | 16  | 28 | 4  | 4  | 20 | 23 | 52 | -29  |

- Franchise qualifiée pour les séries éliminatoires

### Résultats
| Red Wolves de Chattanooga (CHT) | NTX | MAD | GVL | TRM | RIC | ORL | MAD | TUC | GVL | TOR | RIC | GVL | RIC | LAN | ORL | MAD | TUC | LAN | NTX | TRM | NTX | TRM | TUC | TOR | LAN | ORL | RIC | TOR |
| Red Wolves de Chattanooga (CHT) | 2–3 | 1–0 | 0–1 | 3–2 | 0–1 | 0–0 | 2–2 | 0–4 | 1–0 | 2–2 | 2–0 | 3–2 | 1–0 | 1–1 | 1–1 | 1–1 | 1–1 | 0–2 | 1–0 | 2–1 | 0–2 | 1–1 | 0–1 | 2–2 | 3–4 | 2–1 | 2–1 | 1–1 |
| Forward Madison FC (MAD)        | CHT | NTX | ORL | GVL | TOR | CHT | TRM | NTX | LAN | ORL | TUC | NTX | TOR | TRM | LAN | CHT | ORL | TOR | TUC | RIC | GVL | RIC | GVL | TRM | RIC | NTX | TUC | LAN |
| Forward Madison FC (MAD)        | 0–1 | 0–1 | 2–1 | 0–0 | 3–1 | 2–2 | 0–1 | 1–3 | 0–1 | 1–2 | 2–1 | 4–1 | 1–1 | 2–1 | 2–3 | 1–1 | 1–0 | 4–1 | 1–0 | 0–1 | 0–0 | 1–0 | 0–1 | 1–1 | 1–0 | 1–0 | 1–1 | 1–0 |
| Triumph de Greenville (GVL)     | TRM | LAN | CHT | RIC | MAD | NTX | LAN | RIC | CHT | TRM | LAN | CHT | ORL | NTX | ORL | TUC | NTX | TRM | TOR | MAD | TOR | MAD | RIC | TUC | TOR | TUC | ORL | TRM |
| Triumph de Greenville (GVL)     | 0–1 | 2–1 | 1–0 | 0–1 | 0–0 | 0–1 | 1–1 | 1–0 | 0–1 | 0–0 | 1–1 | 2–3 | 2–0 | 0–0 | 1–0 | 1–3 | 4–0 | 1–0 | 3–1 | 0–0 | 0–0 | 1–0 | 0–1 | 4–0 | 3–1 | 3–2 | 0–1 | 1–3 |
| Ignite de Lansing (LAN)         | RIC | GVL | RIC | TOR | TUC | RIC | GVL | NTX | TRM | MAD | TOR | GVL | TOR | ORL | NTX | CHT | MAD | TUC | TOR | TRM | CHT | ORL | ORL | NTX | TUC | CHT | TRM | MAD |
| Ignite de Lansing (LAN)         | 3–2 | 1–2 | 3–1 | 0–2 | 0–2 | 2–2 | 1–1 | 2–2 | 0–0 | 1–0 | 0–3 | 1–1 | 1–0 | 2–0 | 1–3 | 1–1 | 3–2 | 2–2 | 3–3 | 1–1 | 2–0 | 3–0 | 2–1 | 4–1 | 5–0 | 4–3 | 1–1 | 0–1 |
| North Texas SC (NTX)            | CHT | MAD | ORL | GVL | ORL | LAN | MAD | TOR | RIC | TOR | MAD | TUC | LAN | GVL | RIC | TRM | GVL | CHT | TUC | CHT | LAN | TRM | TOR | ORL | RIC | TRM | MAD | TUC |
| North Texas SC (NTX)            | 3–2 | 1–0 | 1–0 | 1–0 | 4–1 | 2–2 | 3–1 | 2–3 | 3–0 | 3–3 | 1–4 | 1–0 | 3–1 | 0–0 | 2–0 | 0–0 | 0–4 | 0–1 | 1–1 | 2–0 | 1–4 | 5–0 | 2–0 | 3–1 | 4–0 | 2–1 | 0–1 | 3–1 |
| Orlando City B (ORL)            | TUC | TOR | TRM | MAD | NTX | CHT | NTX | TOR | RIC | TUC | MAD | TUC | TRM | LAN | GVL | CHT | GVL | RIC | TRM | MAD | LAN | LAN | TUC | NTX | TOR | CHT | GVL | RIC |
| Orlando City B (ORL)            | 1–3 | 0–2 | 1–1 | 1–2 | 0–1 | 0–0 | 1–4 | 2–0 | 3–2 | 2–2 | 2–1 | 1–2 | 0–2 | 0–2 | 0–2 | 1–1 | 0–1 | 0–1 | 1–4 | 0–1 | 0–3 | 1–2 | 1–3 | 1–3 | 2–3 | 1–2 | 1–0 | 0–2 |
| Kickers de Richmond (RIC)       | LAN | TRM | LAN | GVL | CHT | LAN | TUC | GVL | ORL | NTX | TUC | CHT | TRM | CHT | NTX | ORL | TOR | MAD | TOR | MAD | TRM | GVL | NTX | MAD | TUC | CHT | TOR | ORL |
| Kickers de Richmond (RIC)       | 2–3 | 0–0 | 1–3 | 1–0 | 1–0 | 2–2 | 2–0 | 0–1 | 2–3 | 0–3 | 0–0 | 0–2 | 0–1 | 0–1 | 0–2 | 1–0 | 2–1 | 1–0 | 2–2 | 0–1 | 4–1 | 1–0 | 0–4 | 0–1 | 0–0 | 1–2 | 1–2 | 2–0 |
| Tormenta de South Georgia (TRM) | GVL | TUC | RIC | ORL | CHT | TUC | TOR | MAD | LAN | GVL | ORL | RIC | MAD | TOR | NTX | ORL | LAN | GVL | CHT | TUC | CHT | NTX | RIC | MAD | NTX | LAN | TOR | GVL |
| Tormenta de South Georgia (TRM) | 1–0 | 3–1 | 0–0 | 1–1 | 2–3 | 2–0 | 3–2 | 1–0 | 0–0 | 0–0 | 2–0 | 1–0 | 1–2 | 0–3 | 0–0 | 4–1 | 1–1 | 0–1 | 1–2 | 1–1 | 1–1 | 0–5 | 1–4 | 1–1 | 1–2 | 1–1 | 0–1 | 3–1 |
| Toronto FC II (TOR)             | ORL | TUC | LAN | MAD | TRM | ORL | TUC | NTX | CHT | LAN | NTX | LAN | MAD | TUC | TRM | LAN | RIC | MAD | GVL | RIC | GVL | NTX | CHT | ORL | GVL | TRM | RIC | CHT |
| Toronto FC II (TOR)             | 2–0 | 1–1 | 2–0 | 1–3 | 2–3 | 0–2 | 1–0 | 3–2 | 2–2 | 3–0 | 3–3 | 0–1 | 1–1 | 1–3 | 3–0 | 3–3 | 1–2 | 1–4 | 1–3 | 2–2 | 0–0 | 0–2 | 2–2 | 3–2 | 1–3 | 1–0 | 2–1 | 1–1 |
| FC Tucson (TUC)                 | ORL | TRM | TOR | TRM | LAN | RIC | CHT | TOR | ORL | RIC | ORL | MAD | NTX | TOR | LAN | GVL | CHT | MAD | NTX | TRM | ORL | CHT | LAN | GVL | RIC | GVL | MAD | NTX |
| FC Tucson (TUC)                 | 3–1 | 1–3 | 1–1 | 0–2 | 2–0 | 0–2 | 4–0 | 0–1 | 2–2 | 0–0 | 2–1 | 1–2 | 0–1 | 3–1 | 2–2 | 3–1 | 1–1 | 0–1 | 1–1 | 1–1 | 3–1 | 1–0 | 0–5 | 0–4 | 0–0 | 2–3 | 1–1 | 1–3 |

## Séries éliminatoires

### Règlement
Quatre équipes se qualifient pour les séries éliminatoires. Le format des séries est une phase à élimination directe. Pour toutes les rencontres, c'est l'équipe la mieux classée en saison régulière qui accueille son adversaire.
La finale du championnat a lieu sur le terrain de la meilleure équipe en phase régulière. Cette finale se déroule en un seul match, avec prolongations et tirs au but pour départager, si nécessaire, les équipes.

### Tableau

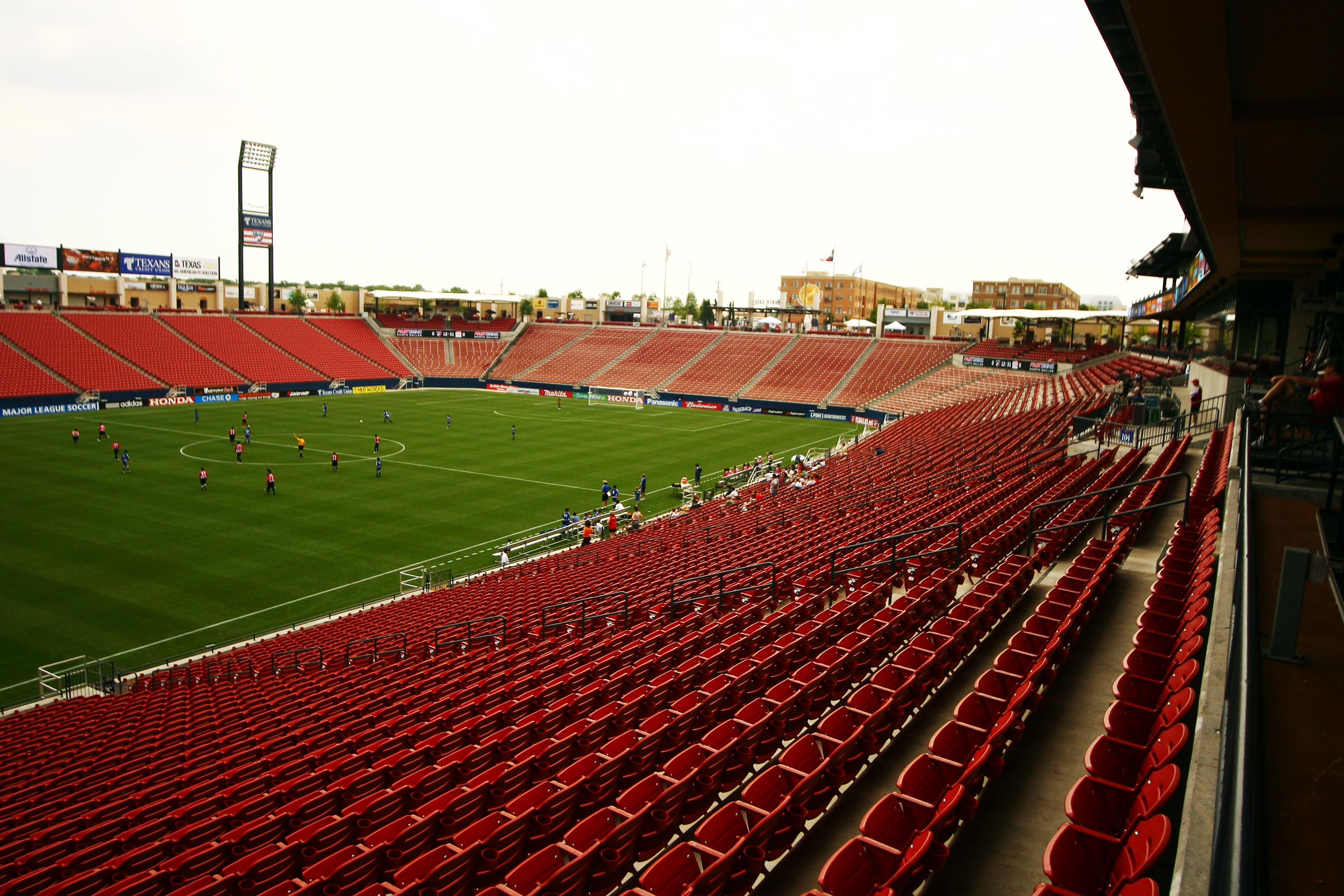
Le Toyota Stadium, stade hôte de la finale.

|  | Demi-finales            | Demi-finales            | Demi-finales            | Demi-finales            |                  |                  | USL League One Championship 2019 | USL League One Championship 2019 | USL League One Championship 2019 | USL League One Championship 2019 |
|  |                         |                         |                         |                         |                  |                  |                                  |                                  |                                  |                                  |
|  | 12 octobre              | 12 octobre              | 12 octobre              | 12 octobre              |                  |                  | 19 octobre                       | 19 octobre                       | 19 octobre                       | 19 octobre                       |
|  | 1 North Texas SC        | 1 North Texas SC        | 2                       | 2                       |                  |                  | 19 octobre                       | 19 octobre                       | 19 octobre                       | 19 octobre                       |
|  | 1 North Texas SC        | 1 North Texas SC        | 2                       | 2                       |                  |                  | 19 octobre                       | 19 octobre                       | 19 octobre                       | 19 octobre                       |
|  | 4 Forward Madison FC    | 4 Forward Madison FC    | 0                       | 0                       |                  |                  | 19 octobre                       | 19 octobre                       | 19 octobre                       | 19 octobre                       |
|  | 4 Forward Madison FC    | 4 Forward Madison FC    | 0                       | 0                       | 1 North Texas SC | 1 North Texas SC | 1                                | 1                                |                                  |                                  |
|  | 12 octobre              |                         |                         |                         | 1 North Texas SC | 1 North Texas SC | 1                                | 1                                |                                  |                                  |
|  |                         |                         | 3 Triumph de Greenville | 3 Triumph de Greenville | 0                | 0                |                                  |                                  |                                  |                                  |
|  | 2 Ignite de Lansing     | 2 Ignite de Lansing     | 3 Triumph de Greenville | 3 Triumph de Greenville | 0                | 0                | 0                                | 0                                |                                  |                                  |
|  | 2 Ignite de Lansing     | 2 Ignite de Lansing     |                         |                         |                  |                  |                                  | 0                                |                                  |                                  |
|  | 3 Triumph de Greenville | 3 Triumph de Greenville | 1                       | 1                       |                  |                  |                                  |                                  |                                  |                                  |
|  | 3 Triumph de Greenville | 3 Triumph de Greenville | 1                       | 1                       |                  |                  |                                  |                                  |                                  |                                  |

### Résultats

#### Demi-finales
| 12 octobre 2019 | North Texas SC | 2 - 0   | Forward Madison FC |                                                                               |                                                                               |
|                 | Pepi 76e 78e   | (0 - 0) |                    | Toyota Stadium, Frisco, Texas Spectateurs : 4 067 Arbitrage : Elijio Arreguin | Toyota Stadium, Frisco, Texas Spectateurs : 4 067 Arbitrage : Elijio Arreguin |
|                 | Rapport        |         |                    | Toyota Stadium, Frisco, Texas Spectateurs : 4 067 Arbitrage : Elijio Arreguin | Toyota Stadium, Frisco, Texas Spectateurs : 4 067 Arbitrage : Elijio Arreguin |

| 12 octobre 2019 | Ignite de Lansing | 0 - 1   | Triumph de Greenville |                                                                                               |                                                                                               |
|                 |                   | (0 - 0) | 59e Bermudez          | Cooley Law School Stadium, Lansing, Michigan Spectateurs : 2 340 Arbitrage : Matthew Thompson | Cooley Law School Stadium, Lansing, Michigan Spectateurs : 2 340 Arbitrage : Matthew Thompson |
|                 | Rapport           |         |                       | Cooley Law School Stadium, Lansing, Michigan Spectateurs : 2 340 Arbitrage : Matthew Thompson | Cooley Law School Stadium, Lansing, Michigan Spectateurs : 2 340 Arbitrage : Matthew Thompson |

#### USL League One Championship 2019
| 19 octobre 2019 | North Texas SC | 1 - 0   | Triumph de Greenville | Toyota Stadium, Frisco, Texas               |                                             |
|                 | Rodríguez 60e  | (0 - 0) |                       | Spectateurs : 3 245 Arbitrage : Jon Freemon | Spectateurs : 3 245 Arbitrage : Jon Freemon |
|                 | Rapport        |         |                       | Spectateurs : 3 245 Arbitrage : Jon Freemon | Spectateurs : 3 245 Arbitrage : Jon Freemon |

| Vainqueur de la USL League One 2019 North Texas SC 1er titre |

## Statistiques individuelles
| Rang | Joueur           | Équipe                    | Buts |
| ---- | ---------------- | ------------------------- | ---- |
| 1    | Ronaldo Damus    | North Texas SC            | 16   |
| 2    | Jordan Perruzza  | Toronto FC II             | 15   |
| 3    | Jordan Jones     | FC Tucson                 | 10   |
| 3    | Tumi Moshobane   | Ignite de Lansing         | 10   |
| 5    | Steven Beattie   | Red Wolves de Chattanooga | 9    |
| 5    | Jake Keegan      | Triumph de Greenville     | 9    |
| 5    | Ricardo Pepi     | North Texas SC            | 9    |
| 8    | Marco Micaletto  | Tormenta de South Georgia | 8    |
| 8    | Don Smart        | Forward Madison FC        | 8    |
| 10   | Pato Botello Faz | Ignite de Lansing         | 7    |
| 10   | Carlos Gómez     | Triumph de Greenville     | 7    |
| 10   | Sito Seoane      | Red Wolves de Chattanooga | 7    |
| 10   | Arturo Rodríguez | North Texas SC            | 7    |

| Rang | Joueur            | Équipe                    | Passes |
| ---- | ----------------- | ------------------------- | ------ |
| 1    | Arturo Rodríguez  | North Texas SC            | 10     |
| 2    | Rafael Mentzingen | Ignite de Lansing         | 7      |
| 2    | Vangjel Zguro     | Red Wolves de Chattanooga | 7      |
| 4    | Conner Antley     | Tormenta de South Georgia | 6      |
| 4    | Matt Bolduc       | Kickers de Richmond       | 6      |
| 6    | Carlos Gómez      | Triumph de Greenville     | 5      |
| 6    | Xavier Gomez      | Ignite de Lansing         | 5      |
| 6    | Paulo Jr.         | Forward Madison FC        | 5      |
| 6    | Serginho          | Orlando City B            | 5      |
| 6    | Don Smart         | Forward Madison FC        | 5      |
| 6    | Matthew Srbely    | Toronto FC II             | 5      |

### Affluences
Ce tableau présente les affluences enregistrées cette saison.
| Team                      | MJ  | Total   | Max   | Min   | Moy   |
| ------------------------- | --- | ------- | ----- | ----- | ----- |
| Forward Madison FC        | 14  | 60 083  | 4 663 | 3 762 | 4 292 |
| Kickers de Richmond       | 14  | 48 555  | 5 936 | 1 089 | 3 468 |
| Ignite de Lansing         | 14  | 38 614  | 4 818 | 1 725 | 2 758 |
| Triumph de Greenville     | 14  | 35 131  | 4 014 | 1 570 | 2 509 |
| Tormenta de South Georgia | 14  | 24 133  | 3 519 | 1 038 | 1 724 |
| Red Wolves de Chattanooga | 14  | 22 842  | 3 527 | 512   | 1 632 |
| North Texas SC            | 14  | 19 136  | 3,512 | 615   | 1 367 |
| FC Tucson                 | 14  | 13 451  | 1 772 | 702   | 961   |
| Orlando City B            | 14  | 2 836   | 327   | 144   | 203   |
| Toronto FC II             | 14  | 2 358   | 525   | 51    | 168   |
| Total                     | 140 | 267,139 | 5,936 | 51    | 1,908 |

## Récompenses individuelles

### Récompenses annuelles
| Trophée               | Joueur           | Équipe                    |
| --------------------- | ---------------- | ------------------------- |
| Meilleur joueur       | Arturo Rodríguez | North Texas SC            |
| Meilleur buteur       | Ronaldo Damus    | North Texas SC            |
| Meilleur passeur      | Arturo Rodríguez | North Texas SC            |
| Meilleur gardien      | Dallas Jaye      | Triumph de Greenville     |
| Meilleur entraîneur   | Eric Quill       | North Texas SC            |
| Meilleur défenseur    | Conner Antley    | Tormenta de South Georgia |
| Meilleur jeune joueur | Arturo Rodríguez | North Texas SC            |
| But de l'année        | Mikie Rowe       | Tormenta de South Georgia |
| Arrêt de l'année      | Phillip Ejimadu  | FC Tucson                 |

### Onze-types de l'année
La USL League One a dévoilé les deux équipes-types pour la saison 2019.
| Saison          | Gardien de but             | Défenseurs                                                                                           | Milieux de terrain                                                              | Attaquants                                                                         |
| --------------- | -------------------------- | --- | ------------------------------------------------------------------------------- | ---------------------------------------------------------------------------------- |
| Première équipe | Dallas Jaye (Greenville)   | Conner Antley (Tormenta) Christian Díaz (Madison) Tyler Polak (Greenville) Cole Seiler (Greenville)  | Joe Gallardo (Richmond) Tumi Moshobane (Lansing) Arturo Rodríguez (North Texas) | Steven Beattie (Chattanooga) Ronaldo Damus (North Texas) Jordan Perruzza (Toronto) |
| Deuxième équipe | Alex Mangels (Chattanooga) | Wahab Ackwei (Richmond) Patrick Bunk-Andersen (Toronto) Brandon Fricke (Lansing) Nick Moon (Lansing) | Alfusainey Jatta (North Texas) Rafael Mentzingen (Lansing) Ualefi (Chattanooga) | Jordan Jones (Tucson) Ricardo Pepi (North Texas) Paulo Jr. (Madison)               |